# Micaela Fernández de Navarrete
Micaela Fernández de Navarrete (Ábalos, final s. XVIII—mediados s. XIX) fue una pintora española, hermana de Concepción.
Natural de Ábalos (La Rioja), fue hija del erudito y literato Martín Fernández de Navarrete, comentador de Don Quijote y secretario de la Real Academia de Bellas Artes de San Fernando. El 16 de septiembre de 1821 fue nombrada, junto a su hermana Concepción, académica de honor y de mérito de dicha academia. En la exposición organizada por la Academia de San Fernando de 1821 presentó una aguada titulada Santa Agnès –obra que fue copiada en 1829, que se volvió a exponer en 1840 y fue restaurada en 2021–, la cual avaló su nombramiento. La obra se conserva en el Museo de la misma academia.